# Real Cool World (David Bowie)
Real Cool World is een nummer van Britse muzikant David Bowie van de soundtrack voor de film Cool World. Het was zijn eerste solosingle sinds "Never Let Me Down" uit 1987 en zijn eerste werk sinds zijn band Tin Machine uit elkaar ging.
Het nummer markeerde een hernieuwde samenwerking tussen Bowie en Let's Dance-producer Nile Rodgers, met wie hij begon te werken in de zomer van 1992. Een groot deel van hun nummers stonden op het album Black Tie White Noise uit het daaropvolgende jaar. "Real Cool World" werd opgenomen als bonustrack op enkele versies van dit album.
Het nummer werd uitgebracht in diverse remixen van Satoshi Tomiie en was gepaard met een video met fragmenten uit de film Cool World. In het geheel gezien was het nummer een rustige uitgave, die slechts de 21e plaats in Nederland en de 53e plaats in Engeland bereikte.

## Tracklijst
- Alle nummers geschreven door Bowie.

12"-versie (W0127)
1. "Real Cool World" (Edit) - 4:15
2. "Real Cool World" (Instrumentaal) - 4:29

12"-versie (W0127T)
1. "Real Cool World" (12" Club Mix) - 5:28
2. "Real Cool World" (Cool Dub Thing #2) - 6:54
3. "Real Cool World" (Cool Dub Thing #1) - 7:28
4. "Real Cool World" (Cool Dub Overture) - 9:10

12"-versie (W0127CD)
1. "Real Cool World" (Album Edit) - 4:15
2. "Real Cool World" (Radio Remix) - 4:23
3. "Real Cool World" (Cool Dub Thing #1) - 7:28
4. "Real Cool World" (12" Club Mix) - 5:28
5. "Real Cool World" (Cool Dub Overture) - 9:10
6. "Real Cool World" (Cool Dub Thing #2) - 6:54

Downloadsingle (2010)
1. "Real Cool World" (Album Edit) - 4:15
2. "Real Cool World" (Radio Remix) - 4:23
3. "Real Cool World" (Cool Dub Thing #1) - 7:28
4. "Real Cool World" (12" Club Mix) - 5:28
5. "Real Cool World" (Cool Dub Overture) - 9:10
6. "Real Cool World" (Cool Dub Thing #2) - 6:54

## Muzikanten
- David Bowie: zang, saxofoon
- Nile Rodgers: gitaar
- Richard Hilton: keyboards
- Barry Campbell: basgitaar
- Sterling Campbell: drums

## Hitnoteringen

### Nederlandse Top 40
| Hitnotering: 05-09-1992 t/m 26-09-1992 | Hitnotering: 05-09-1992 t/m 26-09-1992 | Hitnotering: 05-09-1992 t/m 26-09-1992 | Hitnotering: 05-09-1992 t/m 26-09-1992 | Hitnotering: 05-09-1992 t/m 26-09-1992 | Hitnotering: 05-09-1992 t/m 26-09-1992 |
| Week:                                  | 1                                      | 2                                      | 3                                      | 4                                      |                                        |
| -------------------------------------- | -------------------------------------- | -------------------------------------- | -------------------------------------- | -------------------------------------- | -------------------------------------- |
| Positie:                               | 30                                     | 22                                     | 21                                     | 25                                     | uit                                    |

### Nationale Hitparade top 50 /Single Top 100
| Hitnotering: 22-08-1992 t/m 10-10-1992 | Hitnotering: 22-08-1992 t/m 10-10-1992 | Hitnotering: 22-08-1992 t/m 10-10-1992 | Hitnotering: 22-08-1992 t/m 10-10-1992 | Hitnotering: 22-08-1992 t/m 10-10-1992 | Hitnotering: 22-08-1992 t/m 10-10-1992 | Hitnotering: 22-08-1992 t/m 10-10-1992 | Hitnotering: 22-08-1992 t/m 10-10-1992 | Hitnotering: 22-08-1992 t/m 10-10-1992 | Hitnotering: 22-08-1992 t/m 10-10-1992 |
| Week:                                  | 1                                      | 2                                      | 3                                      | 4                                      | 5                                      | 6                                      | 7                                      | 8                                      |                                        |
| -------------------------------------- | -------------------------------------- | -------------------------------------- | -------------------------------------- | -------------------------------------- | -------------------------------------- | -------------------------------------- | -------------------------------------- | -------------------------------------- | -------------------------------------- |
| Positie:                               | 93                                     | 64                                     | 39                                     | 32                                     | 27                                     | 37                                     | 59                                     | 89                                     | uit                                    |